# Paralygdamia madecassa
Paralygdamia madecassa es una especie de mantis de la familia Tarachodidae.

## Distribución geográfica
Se encuentra en las Islas Comores y Madagascar.